# BB Близнецов
BB Близнецов (лат. BB Geminorum) — двойная звезда в созвездии Близнецов на расстоянии приблизительно 9 333 световых лет (около 2 863 парсек) от Солнца. Видимая звёздная величина звезды — от +11,88m до +10,75m. Возраст звезды определён как около 201 млн лет.

## Характеристики
Первый компонент — жёлто-белая пульсирующая переменная звезда, классическая цефеида (DCEP) спектрального класса F. Масса — около 5,722 солнечных, радиус — около 28,054 солнечных, светимость — около 1135,9 солнечных. Эффективная температура — около 6250 К.
Пульсатор фундаментального режима с самым коротким периодом, известным среди классических цефеид (около 2,308 суток).
Второй компонент — красный карлик спектрального класса M. Масса — около 321,39 юпитерианских (0,3068 солнечных). Удалён в среднем на 2,675 а.е..